# Non-return-to-zero

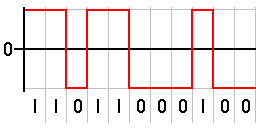
複流NRZ(L)

non-return-to-zero（NRZ、非ゼロ復帰）は、電気通信の信号伝送で使用される伝送路符号の一種で、各ビットの間で「ゼロ」に復帰しない方式である。
ビットの1と0を2つの状態（例えば正の電圧と0ボルト、または正の電圧と負の電圧）で表し、それ以外の状態は有しない。これに対し、return-to-zero(RZ)では1と0以外に「休止」の状態を有するので、NRZのパルスはRZよりも多くのエネルギーを持つ。
RZと異なり、NRZではパルス自体で同期をとることができないため、ビットスリップを防ぐために他の手段で同期をとる必要がある。例えばRun Length Limited encodingや並列同期信号などである。

## 種類
NRZには以下の種類がある。なお、符号名はNRZ-L, NRZLのようにも表記される。
| 符号名 |                             | 説明 |
| ------ | --------------------------- | --- |
| NRZ(L) | Non-return-to-zero level    | コーディングなしで生のバイナリビットとして表示される。典型的には、二値信号1は論理レベル高に、二値信号0は論理レベル低にマップされる。これを逆にした逆論理マッピングもNRZ(L)の一種であるが、これのことをNRZ(I)と呼ぶこともある。 |
| NRZ(I) | Non-return-to-zero inverted | 物理状態の変化の有無で「0」「1」を表現する。NRZ(M)かNRZ(S)のいずれかとなる。 |
| NRZ(M) | Non-return-to-zero mark     | 0: 変化なし, 1: 変化あり |
| NRZ(S) | Non-return-to-zero space    | 0: 変化あり, 1: 変化なし |

NRZには、複流と単流という区別もある。複流は2つの状態を正の電圧と負の電圧で表し、単流は正の電圧と0ボルトで表す。

### 単流NRZ(L)

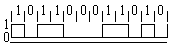
単流NRZ(L)

「1」は伝送線路上の直流バイアス（通常は正）で表され、「0」はバイアスがない（0ボルト）ことで表される。このため、「オン・オフ・キーイング」とも呼ばれる。
単流NRZに固有というわけではないが、長い間変更を伴わない場合に同期が困難になるという欠点がある。
また、単流NRZに特有の問題として、送信直流レベルの存在がある。すなわち、周波数が0付近でも送信信号のパワースペクトルが0に近づかない。これは、2つの重大な問題を引き起こす。第一に、送信された直流電力は、他の符号化よりも大きな電力損失をもたらす。第二に、直流信号成分の存在は、伝送ラインがDC結合されることを必要とする。

### 複流NRZ(L)
任意の2つの物理状態のレベルを「0」「1」に割り当てる。通常は「1」を正の電圧、「0」を負の電圧して表す。
例えば、RS-232では、「1」を−12 Vから−5 V、「0」を+5 V から+12 Vの電圧として表す。

### NRZ(S)

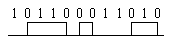
単流NRZ(S)。0の箇所で電圧が変化している。

NRZSの符号化機

「1」を物理状態が変化しないこと、「0」を物理状態が変化することで表す。
HDLCやUSBで使用されている。これらのプロトコルでは、遷移のない状態が長く続いて同期が取れなくなるのを回避するために、ビットスタッフィング（「0」ビットの挿入）を行う。HDLCでは、5つの連続する1ビットの後に0ビットを挿入する（フレームデリミタ「01111110」を送信する場合を除く）。 USBでは、6つの連続する1ビットの後に0ビットを挿入する。受信側では、クロック同期を維持するために、データの「0」ビットとこれらの余分な非データの「0」ビットの両方の遷移を使用する。受信側では、復号時には非データの「0」ビットを読み飛ばす。